# フィリッポス2世フィロロマイオス

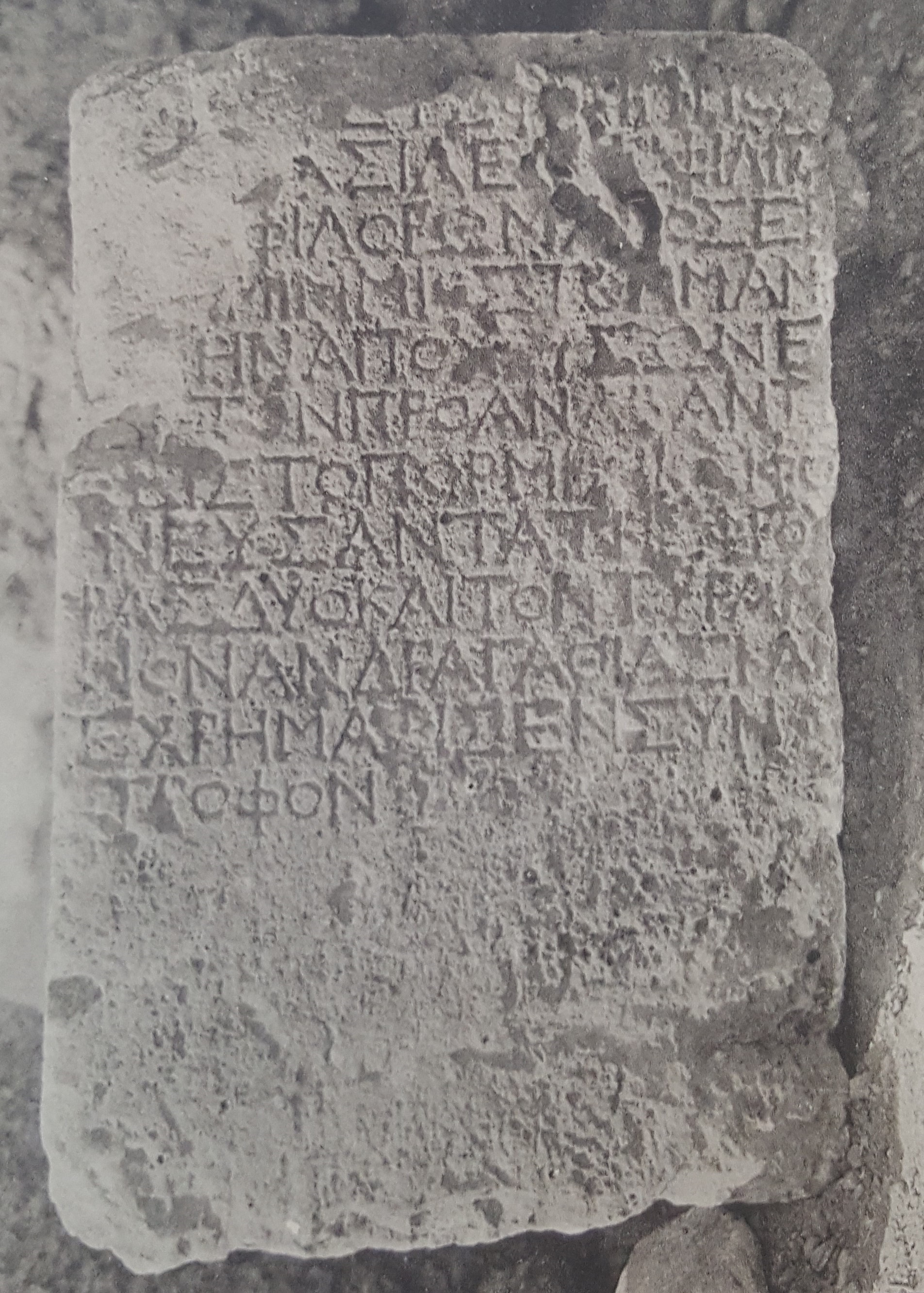
キリキアで出土したフィリッポス2世の碑文

フィリッポス2世フィロロマイオス・バリポス（古代ギリシャ語: Φίλιππος Β` Φιλορωμαῖος Βαρύπους, ラテン文字転写: Fílippos II Filoromaíos Varýpous, 紀元前95年頃 - 紀元前56年頃）は、セレウコス朝シリア最後の王（在位：紀元前69年 - 紀元前63年）。「フィロロマイオス」は「ローマ人の友」と訳され、「バリポス」は「重い足（鈍重な）」を意味する。

## 生涯
フィリッポス1世の子。父王の死後にその支配域であったキリキアを引き継いで、当時シリアの大半を征服していたアルメニア王ティグラネス2世に対抗した。ティグラネス2世が対ローマ戦争（第三次ミトリダテス戦争）で敗れてアルメニアの支配に陰りが見えると、フィリッポス2世はアラブ人の助力を受けて国土を回復した。
その後は、ローマからシリア王として認められていた三従弟のアンティオコス13世と王位を争ったが、アラブ人からの支持を受けたフィリッポス2世が次第に優勢となり、アンティオキアをはじめとするアンティオコス13世の支配域を奪った。フィリッポス2世とアンティオコス13世は共にローマの将軍であったグナエウス・ポンペイウスからの支持を得ようとしたが、ポンペイウスはどちらにも与せず、アンティオコス13世はポンペイウスに廃位されてエメセネ朝のサンプシケラモス1世に殺害された。
フィリッポス2世もポンペイウスによって廃位され、セレウコス朝の故地はローマに編入されてシリア属州が置かれた。フィリッポス2世はアンティオコス13世のように命を奪われることはなく、元来の根拠地であったキリキアに退いた。
紀元前56年、プトレマイオス朝エジプトのファラオであったベレニケ4世が、亡命した父プトレマイオス12世がローマと結んだのに対抗して自身の結婚相手を探した時、その候補としてフィリッポスの名前が挙がった（フィリッポスの祖母トリュファイナは、ベレニケ4世の祖父プトレマイオス9世の妹であり、ベレニケ4世とははとこの関係にあたる）が、ローマのシリア総督であったアウルス・ガビニウスの反対に遭って頓挫した。フィリッポスは最終的にガビニウスの命で殺害されたとされる。

## 参考資料
- Ellen Gerwitz (2014/08/18). Honour of Kings Ancient and American History Book 2 FULL COLOR TEXT. Lulu.com. ISBN 978-1312443181
- Jan Stronk (2016/12/15). Semiramis' Legacy: The History of Persia According to Diodorus of Sicily. Edinburgh University Press. ISBN 978-1312443181
- W. Jeffrey Tatum (2014/02/25). The Patrician Tribune: Publius Clodius Pulcher (Revised ed.). UNC Press Books. ISBN 978-1469620657
- Bradley Jordan (2021/04/08). “Political Authority and Local Agency: Cilicia Pedias and Syria between the Seleucid Empire and the Roman Republic”. Mnemosyne (Brill):  1-31. doi:10.1163/1568525X-BJA10064.